# Gnadochaeta antennalis
Gnadochaeta antennalis là một loài ruồi trong họ Tachinidae.